# 다닥냉이
다닥냉이(학명: Lepidium apetalum)는 배추과의 두해살이풀이다. 귀화식물로 북아메리카 원산이다. 정력(葶藶)이라고도 한다.
길가나 빈터 어디서나 자라는데 건조한 땅을 좋아하며 키는 30~60 센티미터 정도이다. 줄기는 곧게 서고 윗부분에서 가지가 많이 갈라져 빗자루처럼 퍼진다. 뿌리에서 난 잎은 방사상으로 퍼지며 깃꼴겹잎이다. 작은 잎은 길이 3~5 센티미터쯤 되며 잎자루가 길다. 줄기에서 나는 잎은 어긋나며 잎자루가 없고 가장자리에 톱니가 있으며 거꾸로 된 바소꼴이었다가 끝으로 갈수록 선 모양이 된다. 꽃은 5~7월에 흰색으로 피고 가지 끝과 원줄기 끝의 총상꽃차례에 달린다. 6~7월에 영그는 열매는 길이 3 밀리미터, 너비 2 밀리미터 정도로 동글납작하고 끝이 약간 오목하게 파인다. 적갈색의 씨는 가장자리에 흰 날개를 달고 있다.

## 사진

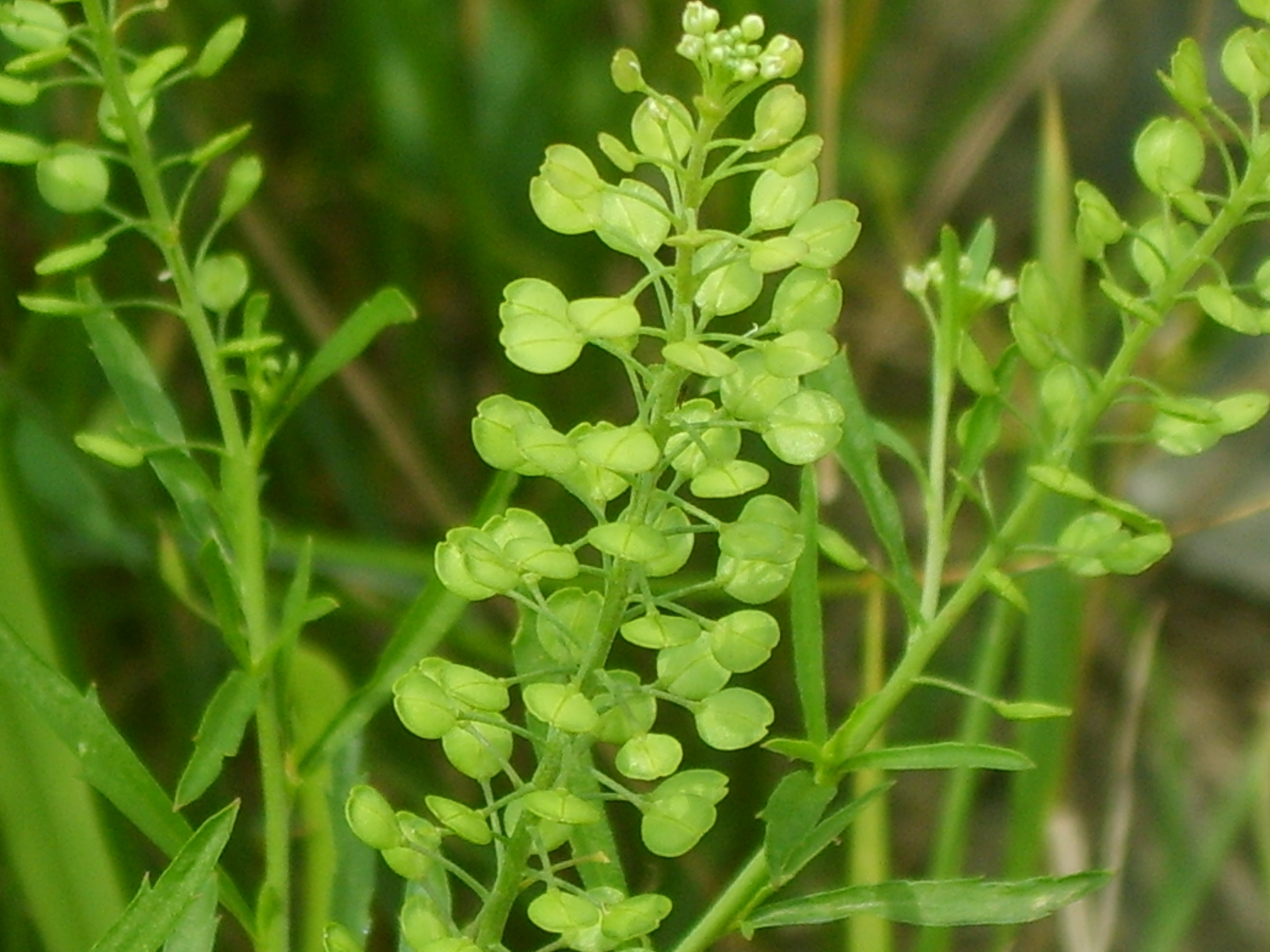
열매

## 참고 문헌
- 고경식; 김윤식 (1988). 《원색한국식물도감》. 아카데미서적.
- 풀베개